# 킹 오브 퀸즈
《킹 오브 퀸즈》(영어: The King of Queens)는 1998년부터 2007년까지 방영된 시트콤이다.